# Jane Ruffié
Jane Ruffié (* 1887 in Département Haute-Garonne; † 1976) war eine französische Künstlerin der Art brut.

## Leben
Jane Ruffié wurde in der Region Haute-Garonne in Frankreich geboren. Nach dem Abitur begann sie sich im Alter von achtzehn Jahren für das Okkulte zu interessieren und heiratete. Ihr zweiter Sohn Roger starb 1913 vierzehn Tage nach seiner Geburt und nachdem ihr Mann einberufen wurde, erhielt sie ihre ersten Botschaften von Geistern, nachdem sie aus Sorge um ihren Mann Hilfe bei dem verstorbenen Sohn Roger suchte. Sie erhielt die Botschaft, ihr Mann würde mit einer Wunde am linken Knöchel zu ihr zurückkehren, was auch so geschah.

## Werk
Sie setzte sich nun so oft wie möglich mit ihrem Sohn in Verbindung und ab 1914 transkribierte sie ihre „Mitteilungen“, in Form von Botschaften, Gedichten oder Telegrammen. Wörter erschienen manchmal, in dem sie nur einen Graphitstift auf ein Blatt Papier rieb. Diese einzelnen Wörter fügte sie zu vollständigen Sätzen zusammen. Sie fing kurz vor dem Zweiten Weltkrieg an zu zeichnen. Erneut angeleitet von ihrem Sohn, von dem sie nun dachte, er wäre in einem früheren Leben ein großer Maler gewesen. Sie erzeugte ihre Zeichnungen mit geschlossenen Augen und fertigte dabei ineinandergreifende, abstrakte Motive, mit Formen, die an Kokons im Prozess der Metamorphose erinnerten.
Ihre Arbeiten finden sich in der Collection de l’Art Brut, Lausanne.

## Ausstellungen
- Flying High, Künstlerinnen der Art Brut, Kunstforum Wien, 2019[3]
- Scrivere Disegnando, Centre d’art contemporain Genève, 2020[4]
- 5E BIENNALE DE L'ART BRUT: "CROYANCES", Lausanne, 2022[5]